# Interlegis
O Intelegis  é um programa do Estado Brasileiro, financiado pelo Banco Interamericano de Desenvolvimento (BID) e administrado pelo Senado Federal do Brasil. Tem por missão integrar e modernizar o Poder Legislativo Brasileiro, nos níveis Municipal, Estadual e Federal. 

## Origem
Surgiu em 1997 no órgão de Processamento de Dados do Senado (Prodasen), a partir do projeto de doutorado de Armando Roberto Cerchi Nascimento, funcionário daquele órgão. Em 1999 o Governo Brasileiro assinou o contrato, estabelecendo a parceria entre o Senado e o BID, dando início ao Programa Interlegis, que foi dividido em 3 fases: e-Parlamento (tecnologia dentro do parlamento), e-Governo e e-Democracia.

## Sobre
Na prática, o Programa Interlegis busca melhorar a comunicação e o fluxo de informação entre os legisladores, aumentar a eficiência e a competência das Casas Legislativas e promover a participação cidadã nos processos legislativos, preparando os parlamentos brasileiros para Democracia Participativa ou e-Democracia. Ele atua com base em quatro pilares: Capacitação, comunicação, informação e tecnologia.
Na área de tecnologia, o Programa Interlegis desenvolve sistemas para o poder legislativo, liberado-os como software livre sob a licença GPL, e que são desenvolvidos em conjunto com comunidades de usuários e cidadãos interessados, apoiados pelo ambiente Colab. Dentre os principais sistemas se destacam:
SAPL - Sistema de Apoio ao Processo Legislativo - que visa a automação do processo legislativo eletrônico; Portal Modelo - é um portal CMS pronto para uso e customizado para uma Casa Legislativa, com ferramentas de transparência, lei de acesso à informação, participação cidadã, dados abertos, e-democracia, entre outras; SAAP - Sistema de Apoio à Atividade Parlamentar - que visa a automação dos gabinetes dos parlamentares; SPDO - Sistema de Protocolo de Documentos - que visa a automação do protocolo eletrônico das Casas Legislativas, reduzindo o uso de papel; SAAL - Sistema de Apoio à Administração Legislativa - que visa a automação administrativa de um parlamento, sendo um ERP legislativo. Está em fase de desenvolvimento e ainda não possui versão de uso.
O Interlegis foi responsável por um dos maiores programas de inclusão digital, no início do século XXI, distribuindo equipamentos e conectando na Internet 3398 municípios brasileiros, através das Câmaras Municipais e Assembleias Legislativas, criando assim a Rede Nacional Interlegis - RNI. Hoje a infraestrutura de tecnologia do Interlegis atua também na hospedagem dos produtos e serviços desenvolvidos pelos Interlegis e fornecidos gratuitamente às Casas Legislativas Brasileiras.

## Colab
Em 2010 o Interlegis criou o Colab, que é um ambiente de colaboração para as comunidades de prática do legislativo, que possui ferramentas da Internet para estimular a participação de cidadãos interessados, funcionários das Casas Legislativas e parlamentares, com o objetivo de resolver os problemas práticos dos parlamentos, permitindo melhor comunicação entre as pessoas participantes e colaboração em várias áreas do conhecimento, como assessoria legislativa, desenvolvimento de tecnologias, comunicação e administração legislativa, entre outras.

## Fatos posteriores
Em 2013, após a reforma administrativa do Senado Federal, o Programa Interlegis, que antes era administrado por uma secretaria especial chamada SINTER, passou a ser administrado pelo Instituto Legislativo Brasileiro (ILB), ao qual compete exercer as prerrogativas de Escola de Governo, que consistem em gerir e executar a Política de Capacitação do órgão e o Programa de Integração e Modernização do Poder Legislativo Brasileiro (Interlegis).

## Ligações Externas
- Portal Interlegis
- Colab - Ambiente de Colaboração das Comunidades do Legislativo
- Wiki de download e documentação dos softwares desenvolvidos pelo Interlegis